# Карнаухово (Томская область)
Карнаухово — деревня в Кривошеинском районе Томской области России. Входит в состав Иштанского сельского поселения.

## История
Основана в 1626 году. В 1926 году деревня Карнаухова состояла из 152 хозяйств, основное население — русские. В административном отношении являлась центром Карнауховского сельсовета Кривошеинского района Томского округа Сибирского края.

## Население
| 1926 | 2002 | 2010 | 2012 | 2013 | 2014 | 2015 |
| ---- | ---- | ---- | ---- | ---- | ---- | ---- |
| 685  | ↘122 | ↘105 | ↘99  | ↗100 | ↘97  | ↘94  |
| 2021 |      |      |      |      |      |      |
| ↘79  |      |      |      |      |      |      |

## Улицы
- ул. Береговая,
- ул. Заполой,
- ул. Центральная.